# ザ・レイト・レイト・ショー・ウィズ・クレイグ・ファーガソン
『ザ・レイト・レイト・ショー・ウィズ・クレイグ・ファーガソン』（The Late Late Show with Craig Ferguson）は、2005年1月3日から2014年12月19日までアメリカCBSで放映された深夜トーク・バラエティ番組である。
米東部時間平日夜0:35-1:35に放送している。ロサンゼルス・ハリウッドのCBSテレビジョンシティで収録。ホストはスコットランド出身で「ザ・ドリュー・キャリー・ショー」に出演していたクレイグ・ファーガソン。
尚、「ザ・レイト・レイト・ショー」初代ホストはTom Snyder（1995年1月から1999年3月まで担当）、2代目はクレイグ・キルボーン（1999年3月から2004年8月まで担当。その前にはESPNのアンカー、コメディ・セントラルのザ・デイリー・ショーのホストを務めた）。
2014年4月28日放送の回で、2014年12月をもってクレイグ・ファーガソンは番組を降板することを公表した。後任となる4代目ホストはイングランド人俳優のジェームズ・コーデン。
2014年5月11日深夜0時より、日本国内でも、CSのドラマ専門チャンネルAXNにおいて、週に一回、字幕付きで放送している。アメリカ現地では平日毎日放送されるため、その中からの選りすぐりの一本が放送されていたが、35回の放送を以て、同年12月29日にAXNでの放送が終了した。